# Soda à la glace

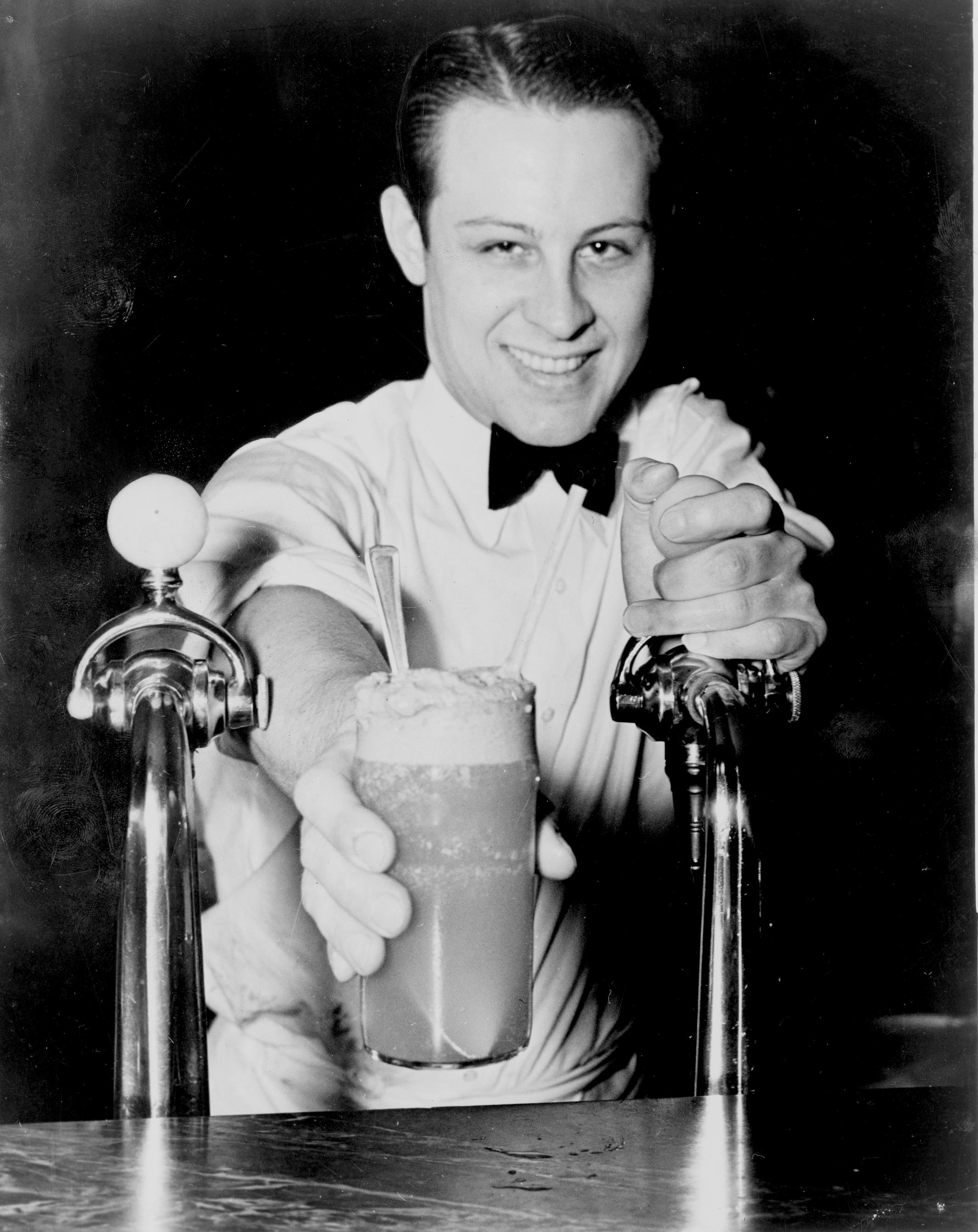
Un opérateur de fontaine à soda servant un soda à la glace.

Le soda à la glace, ou soda à la crème glacée (en anglais « ice cream soda » ou « ice cream float »), flotteur à la crème glacée ou flotteur, est une boisson d'origine américaine constituée de boules de glace dans du soda ou de l'eau gazeuse mélangée à un sirop. Du fait des bulles de gaz, la glace flotte sur le soda, d'où le nom anglais de « float ».

## Histoire

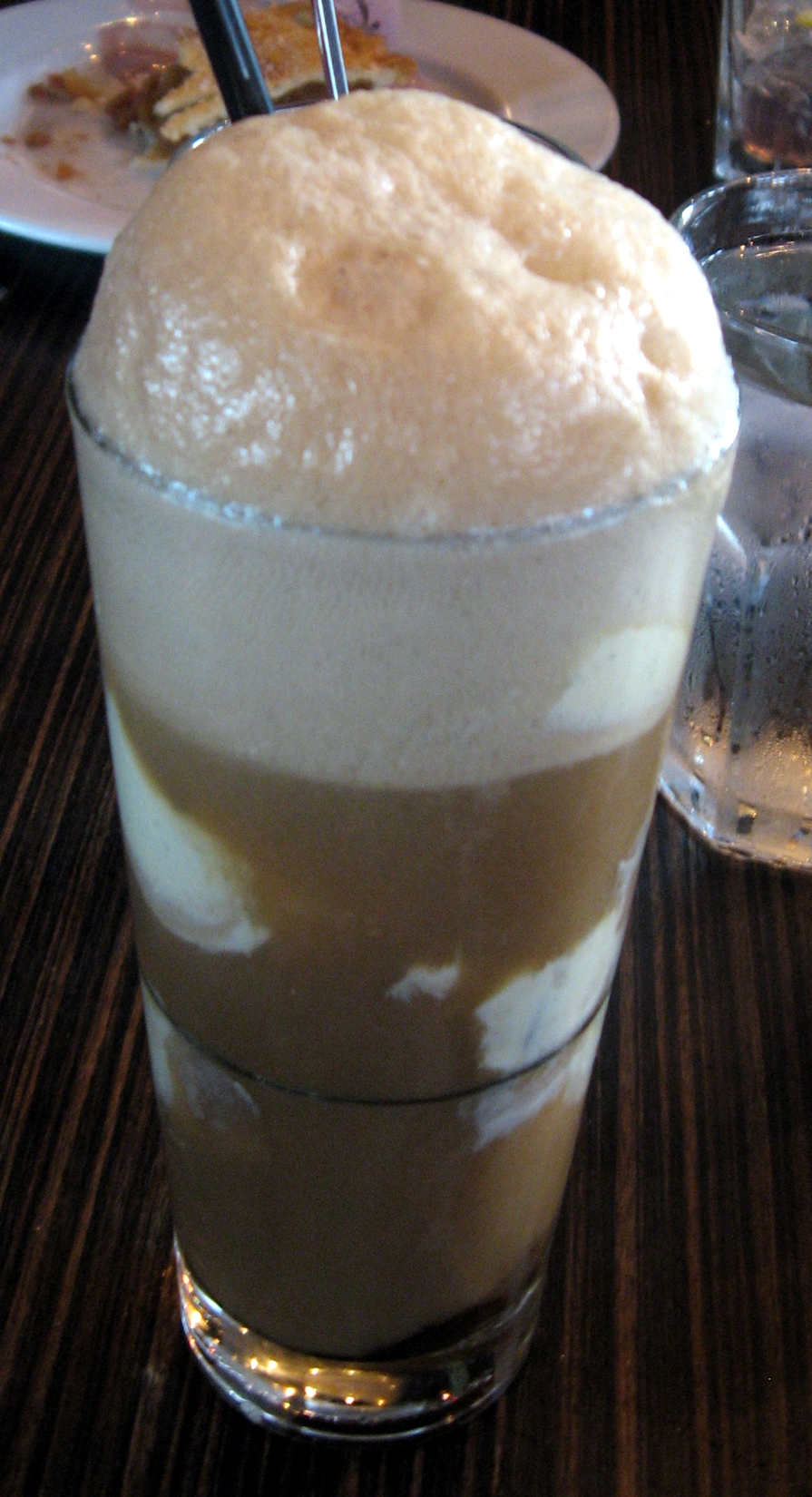
Un root beer float, variante de soda à la glace.

Le soda à la glace est apparu dans les années 1870. Auparavant, le terme ice cream soda désignait un mélange de soda, de sirop, de crème et de glace pilée. Plusieurs personnes ont revendiqué son invention : Fred Sanders de Détroit, Philip Mohr de Elizabeth, et Robert M. Green de Philadelphie.
La variante la plus courante est cependant celle de Robert M. Green. D'après son récit, la boisson aurait été inventée à l'occasion du cinquantenaire du Franklin Institute, en 1874. Propriétaire d'une fontaine à soda, Robert Green cherchait à se démarquer des autres vendeurs. Il proposa donc un mélange de soda, de glace à la vanille et de sirop.
La boisson devint progressivement très populaire, notamment chez les adolescents. Néanmoins, comme d'autres boissons, dont l'alcool, le soda à la glace fut interdit dans plusieurs villes ou États en vertu des blue laws sur le repos dominical. C'est là l'explication la plus répandue de la création du sundae : les commerçants auraient contourné la législation en vendant du soda à la glace sans soda, donnant un mélange de glace et de sirops.

## Variantes
Il existe de nombreuses variantes du soda à la glace. La plus connue est le root beer float (ou « black cow »), réalisée à base de racinette (root beer) et de glace à la vanille. 
Le terme « brown cow » est parfois utilisé pour une variante utilisant du cola à la place de la racinette.

## Dans la culture populaire
La soda à la glace est la boisson favorite du personnage de Walter Bishop dans la série télé américaine Fringe. Il en déguste dans plusieurs épisodes, et souvent avec délectation. 
Selon l'auteur Don Rosa, c'est la boisson préférée du héros de bande dessinée Donald Duck ; elle occupe d'ailleurs une place très importante dans une de ses histoires, Retour à Sétatroce.
Il est question de soda glacé dans un épisode de Colombo de 1989 (Saison 8, épisode 2, réalisateur James Frawley) où le personnage principal,  Alex Brady (Fisher Stevens) en propose un à l'un de ses amis (Leonard Fisher, la future victime). Le lieutenant Colombo s'en confectionne également un lui-même un peu plus tard dans le même épisode.